# 2014 DT112
2014 DT112, também escrito como 2014 DT112, é um corpo celeste que é classificado como um centauro, numa classificação estendida de centauros. Ele possui uma magnitude absoluta de 10,3 e tem um diâmetro estimado de cerca de 38 km.

## Descoberta
2014 DT112 foi descoberto no dia 26 de fevereiro de 2014 pelo Pan-STARRS 1.

## Órbita
A órbita de 2014 DT112 tem uma excentricidade de 0,705 e possui um semieixo maior de 45,473 UA. O seu periélio leva o mesmo a uma distância de 13,433 UA em relação ao Sol e seu afélio a 77,513 UA.